# Hry a lidé
Hry a lidé (v originále Les jeux et les hommes) je kniha francouzského sociologa a antropologa Rogera Cailloise, v níž autor definoval čtyři principy hry, jež jsou zároveň čtyřmi principy, které organizují kulturní život jako takový.

## Obsah
Podle Cailloise je hra svobodná – nikdo nás k hraní nenutí. Dále je vždy vydělená z každodenního života – je omezena časem a vzhledem ke každodennosti představuje jakýsi zvláštní čas, kdy se děje něco jiného, kdy platí jiná pravidla a kdy je například možné i beztrestně vybíjet agresivitu. Hra také není produktivní – nic v ní nevzniká, i hazardní hry jsou neproduktivní, hodnoty v nich pouze cirkulují v kruhu hráčů, aniž by však vznikaly. Hra je podřízena pravidlům – které jsou jí navrženy na míru, a konečně je fiktivní – nijak se neskrývá, že se jedná o alternativní realitu.

### Čtyři principy hry
Prvním principem, který může uspořádávat hru, je agon, což je řecké označení pro námahu či úsilí. Princip agonu je dominantní ve většině kolektivních her a sportu obecně. Agonální hry se zakládají na boji: fotbal, golf, ale i dáma. Dosažení vítězství předpokládá pozornost a kázeň, výhra je zde vítězstvím nad soupeřem a vedle vítězů vytváří poražené, samo vítězství je pak možné ovlivnit správnou přípravou, cvikem, pozorností.
Druhým herním principem, polárním k agonu, je alea, v řečtině původně "kostka". Na principu alea jsou založeny všechny hry, jimž vévodí náhoda či Štěstěna. Všechna losování a loterie, náhodné konfigurace rozdaných karet, či konfigurace naprogramovaného výherního automatu. Právě hry na principu alea mohou vést k závislosti, tzv. gamblerismu, patologickému hráčství.V aleatorických hrách hráč vítězství příliš ovlivnit nedokáže, nehraje a nevyhrává se v nich totiž nad soupeřem, ale nad osudem či náhodou, jež aleatorické hry pokoušejí a vyzývají. Hráč, kterému v kostkách padne požadovaná hodnota tak neporáží soupeře, ale má pouze štěstí, které nelze nacvičit, ani si jím být jistý.
Třetím principem hry jsou mimikry. Mimikry můžeme přeložit slovem maska. Maskou je míněna každá nepřirozená role, jejímž prostřednictvím při hře vystupujeme z každodennosti. Role je často doprovázena vizuálními znaky (klubový dres apod.). Mimikry jsou založeny na hře s fantazií a napodobování reality, navozují jakousi iluzi, v níž se pravidla dají přizpůsobit hrané roli (v běžném světě například člověk nemůže létat, zatímco čaroděj na jevišti provozuje létání rutinně), záleží v nich výrazně na vynalézavosti, inovaci a v neposlední řadě na tom, čemu publikum uvěří.
Čtvrtým principem hry je podle Cailloise ilinx, tedy doslovně závrať. Na závrati spočívají dětské pohybové hry, pouťové atrakce, adrenalinové sporty, závody motocyklů či automobilů i zábavy typu bungee jumping. Tento typ her stojí na pocitu zmatení organizmu, snaha po tomto zmatení má mnoho společného s alkoholizmem a užíváním omamných látek obecně.

### Hierarchizace her
V každé z řečených kategorií jsou hry hierarchizovány od stavu paidaia – jakési dětské rozjařenosti, až ke stavu ludus – v němž je nutné překonávat stále výraznější obtíže. Ve skupině agonálních her tak například běh na sto metrů spadá k pólu paidaia: radost z výhry je dětská a k jejímu dosažení nebylo třeba překonávat velké obtíže; zatímco šachy patří k pólu ludus: jsou složité, vyžadují znalost pravidel a kombinací, které poražený zřejmě neovládl tak dobře jako vítěz.